# Athéisme en Espagne
L'athéisme en Espagne (ou irréligion en Espagne) est un phénomène qui existe depuis au moins le XVIIe siècle.
La religion en Espagne (Baromètre CIS de septembre 2021)
- Catholique (57,4 %)
- Sans religion (38,9 %)
- Autres religions (2,5 %)
- Sans réponse (1,3 %)

L'athéisme, l'agnosticisme et le déisme ont acquis une certaine popularité en Espagne (bien que la majorité de la société soit encore très religieuse) au tournant du XXe siècle, souvent associés à l'anticléricalisme et aux mouvements progressistes, républicains, anarchistes ou socialistes. Au cours de la deuxième République espagnole (1931–1936), l'Espagne devint un État laïc, imposant des limites à l'activité de l'Église catholique et expulsant l'Église de l'éducation. Pendant la guerre civile espagnole, les personnes irréligieuses furent réprimées par le franquisme, tandis que la pratique religieuse se trouva réprimée parmi les républicains. Pendant la période franquiste (1939–1975), l'irréligion n'était pas tolérée, suivant l'idéologie national-catholique du régime ; les citoyens espagnols devaient être catholiques par force de loi, bien que cela ait changé après le Concile Vatican II. Les personnes non religieuses ne pouvaient alors pas être fonctionnaires ni exprimer leurs pensées ouvertement.
Après la transition démocratique espagnole (1975-1982), les dispositions légales réprimant l'irréligion furent levées pour la plupart. Au cours des dernières décennies, la pratique religieuse chuta de façon spectaculaire et l'athéisme et l'agnosticisme ont largement gagné en popularité.

## Démographie
Selon une étude réalisée en 2018 par la Fondation Ferrer i Guàrdia, 27% des Espagnols sont athées, agnostiques ou non-croyants, avec 49% des 18-24 ans appartenant à l'une de ces catégories.
Une enquête menée par le Centro de Investigaciones Sociológicas (« Centre d'investigation sociologique ») en octobre 2014 a montré que, dans l'ensemble, 67% des Espagnols se qualifieraient aujourd'hui de catholiques, bien que seulement 16,9% des Espagnols assistent à la messe au moins une fois par mois. D'après cette étude, 10,8% des espagnols se définissent comme athées et 16,7% comme non-croyants,. En 2008, plusieurs rapports[réf. nécessaire] indiquent que pas moins de 60% de la population de Madrid et de sa région métropolitaine est identifiée comme non religieuse. Selon une étude de 2009, 46% des Espagnols âgés de 18 à 24 ans se déclaraient athées ou agnostiques.
En 2019, une étude réalisée par la CEI a révélé que 48,9% des Espagnols âgés de 18 à 24 ans se déclaraient athées ou agnostiques, devenant ainsi une majorité par rapport à ceux qui se déclaraient religieux.

## Gouvernement
L'étroite alliance de l'Espagne franquiste et de l'Église catholique aurait eu une influence considérable sur le déclin de la religion en Espagne. La prédominance de l'Église sur le peuple et la fin ultérieure de l'État franquiste ont amené les Espagnols à se détacher du catholicisme alors que la coercition politique se relâchait. Au cours des 16 années qui ont suivi la transition de la dictature à un gouvernement démocratique, il y a eu une baisse significative du niveau de pratique religieuse. Selon Miguel et Stanek, il y eut une diminution de 14% de la pratique religieuse en Espagne au cours de ces 16 années de transition, avec un taux annuel de -2,1%.
En 1966, l'Espagne franquiste a adopté une loi qui a libéré les autres religions de bon nombre de leurs restrictions antérieures, tout en réaffirmant également les privilèges de l'Église catholique. En 1978, la nouvelle Constitution a confirmé le droit des Espagnols à la liberté de religion et commença d'affaiblir la position du catholicisme en tant que religion d'État.
Le processus de sécularisation était déjà clairement entamé à la fin du XVIIIe siècle. La profondeur, l'influence et la continuité des traditions libérales et démocratiques espagnoles sont particulièrement importantes pour tenter de comprendre les valeurs liées aux idéaux de tolérance et de liberté religieuse en Espagne. Vu sous cet angle, il est plus clair de saisir pourquoi l'Espagne fut l'un des premiers pays au monde à introduire les droits des femmes à l'époque moderne et pourquoi la loi sur le divorce de la Seconde République (1931–1936) a été l'une des plus progressistes jamais adoptées. C'est le fondement de la loi actuelle sur le mariage homosexuel, qui conduit plus récemment à des conflits.
Bien que plus de 19 Espagnols sur 20 aient été baptisés dans le catholicisme, le processus de sécularisation s'est intensifié tant au niveau institutionnel que dans la vie quotidienne de la population. On soutient qu'en échange de la subvention que l'Église reçoit, la société reçoit les services sociaux, sanitaires et éducatifs de dizaines de milliers de prêtres et de religieuses. Au lieu de cela, un système a été mis en place pour permettre aux citoyens de déléguer jusqu'à 10% de leur chèque de paie à l'église afin qu'elle ne soit plus financée par le gouvernement.

## Dans l'éducation
Il existe une relation inverse entre le niveau d'éducation et la signification sociale de la religion. En 1980, une étude a été menée qui montrait que plus une personne était éduquée, plus elle était susceptible d'être irréligieuse. Ceci est en partie attribué au niveau relativement nouveau de retenue politique de l'Église. Des signes montrent qu'en Espagne, l'institution commence à prendre la séparation des pouvoirs comme un fait social inévitable.

## Organisations
L'UAL est une nouvelle organisation basée à Barcelone qui promeut l'athéisme et s'efforce de réunir les athées espagnols. Le premier message de son site Web est daté du 11 janvier 2008, mais il ne fournit pas d'informations précises sur sa fondation. Le but du groupe est d'informer les hispanophones qui veulent en savoir plus sur l'athéisme et unir ceux qui ont déjà opté pour l'athéisme. Leur site Web contient des liens vers des livres, des groupes et des articles. Le groupe se réunit tous les jeudis et organise des événements mensuels avec des conférenciers et des écrivains athées. Des groupes locaux similaires existent également au sein de chaque communauté autonome d'Espagne.

## Personnages publics sans religion

### Agnostiques
- José Luis Rodríguez Zapatero (1964- ), Premier ministre espagnol (2004-2011[13])
- Manuel Azaña (1880-1940), deuxième Premier ministre de la Deuxième République espagnole (1931-1933), puis de nouveau comme Premier ministre (1936), puis comme deuxième et dernier président de la République (1936-1939). Converti au catholicisme sur son lit de mort[14].
- Manuela Carmena (1944- ), ancienne maire de Madrid[15].
- Josep-Lluís Carod-Rovira (1952- ), vice-président du gouvernement catalan (2006–2010) et chef de la gauche républicaine de Catalogne (1996–2008)[16].
- Cristina Cifuentes (1964- ), ancienne présidente de la Communauté de Madrid[17].
- Horacio Vázquez-Rial (1947-2012), écrivain et journaliste[18].
- Bernardo Bonezzi (1964-2012), compositeur de musique de film[19].

### Athées
- Alejandro Amenábar (1972- ), réalisateur, scénariste et compositeur[20]
- Luis Buñuel (1900-1983), réalisateur[21]
- Javier Bardem (1969- ), acteur[22]
- Pepe Rubianes (1947-2009), acteur et metteur en scène
- Antonia San Juan (1961- ), actrice, réalisatrice et scénariste[23]
- Pío Baroja (1872-1956), écrivain[24]
- Javier Cercas (1962- ), écrivain[25]
- Najat El Hachmi (1979- ), écrivain marocain - espagnol de langue catalane[26]
- Pablo Picasso (1881-1973); peintre, sculpteur, graveur, céramiste, scénographe, poète et dramaturge[27]
- Ignacio Escolar (1975- ), blogueur et journaliste. Il dirige actuellement le journal numérique eldiario.es et il est également analyste politique à la radio et à la télévision. Il a été fondateur et premier directeur du journal Público[28]
- Pablo Iglesias Posse (1850-1925), fondateur du Parti socialiste ouvrier espagnol (PSOE) et député de Madrid (1910-1923)
- Ignacio Fernández Toxo (1952- ), militant syndical et anti-francoiste et dirigeant de Comisiones Obreras, le plus grand syndicat d'Espagne[29]
- Pedro Sánchez (1972-  ), Premier ministre et chef du PSOE, le plus grand parti politique d'Espagne[30]
- Pablo Iglesias Turrión (1978- ), actuel dirigeant de Podemos, le troisième plus grand parti politique du pays[31]
- Albert Rivera (1979- ), actuel leader des Citizens, quatrième plus grand parti politique du pays[32]
- Xosé Manuel Beiras (1936- ), Penseur et homme politique nationaliste galicien. Porte-parole du BNG (1985-2002), chef de l'opposition au Parlement de Galice (1997–2002) et porte-parole d'Anova-IN (2012- )[33]
- Javier Nart (1947- ), journaliste et membre du Parlement européen pour les citoyens[34]
- Francesc Sunyer i Capdevila (1826-1898), républicain radical, athée militant, maire de Barcelone (1869) et ministre d'outre-mer (1873)[35]
- Buenaventura Durruti (1896-1936), activiste anarchiste[36]
- Francisco Ferrer Guardia (1859–1909), activiste anarchiste et fondateur de l'Escuela Moderna[37]
- Ricardo Mella (1861-1925), penseur anarchiste, journaliste et écrivain[38]
- José Ortega y Gasset (1883-1955), philosophe libéral et essayiste[39]
- George Santayana (1863-1952), philosophe hispano-américain, essayiste, poète et romancier[40]
- Gustavo Bueno (1924-2016), philosophe[41][source insuffisante]
- Fernando Savater (1947- ), philosophe[42]
- Juan Pinilla (1981- ), chanteur de flamenco
- Mlle Shangay Lily (1963-2016), drag queen, écrivain, cinéaste et activiste gay[43]

## Voir également
- Religion en Espagne